# 走査型変位電流顕微鏡
走査型変位電流顕微鏡（そうさがたへんいでんりゅうけんびきょう、Scanning Displacement Current Microscopy : SDM）は走査型プローブ顕微鏡の一種。

## 概要
走査型プローブ顕微鏡の一種で試料表面の形状や電流の分布を可視化するために使用される。
走査型トンネル顕微鏡 (STM)の構成において、探針の加振系とTDM電流の信号処理系がSTM基本型に付け加えられている構成で、探針を試料に垂直に数100Hz～数kHzの周波数で振動させることにより生じる変位電流を検出して、この電流の分布を可視化する。探針に直流のバイアス電圧を印加した状態で、探針を振動することに起因する探針-試料間の静電容量の変化に応じて生じる変位電流(TDM電流)と通常のトンネル電流の和の絶対値を測定する。探針の振動によって変動する電流は、2位相ロックインアンプにより、探針の振動と同期した成分（変位電流成分）と、探針の振動と90度位相のずれたトンネル電流成分に分離されるので、TDM電流に参照信号と同期した正弦波で検波するとトンネル電流を検出でき、余弦波で検波すると変位電流成分を検出できる。STMと同様にトンネル電流一定モード、高さ一定モード、変位電流一定モードのためにトンネル電流成分は探針位置のフィードバック信号に使用され、変位電流成分もフィードバック信号として利用できる。分解能は、探針の先端部の曲率半径が数μmの場合には水平方向で100nmが報告されていて、振動周波数の増加に伴い、変位電流も比例的に増加するので加振振動数の増加により、分解能は更に向上する事が期待される。

## 用途
- トンネルバイアス電圧に応じて表面物性が変化するような試料の物性の測定
- 動作中の半導体素子のキャリア濃度の分布の測定
- 導電性の有機ナノ構造体表面の電荷密度